# Râul Agârbiciu
Râul Agârbiciu este un curs de apă, afluent al râului Căpuș din județul Cluj. 